# 寧津県
寧津県（ねいしん-けん）は、中華人民共和国山東省徳州市に位置する県。

## 歴史
金代に寧津県が設置される。

## 行政区画
- 街道:寧城街道、津城街道
- 鎮:柴胡店鎮、長官鎮、杜集鎮、保店鎮、大柳鎮、大曹鎮、相衙鎮、時集鎮、張大荘鎮
- 郷:劉営伍郷

## 観光
德州寧津德百雜技蟋蟀谷が国家AAAAレベル観光地。

## 参考
1. ↑  “山东17家旅游景区被确定为国家4A级旅游景区 _ 东方财富网”. finance.eastmoney.com. 2025年4月13日閲覧。